# A Federação
A Federação (en español: "La Federación") fue un periódico brasileño que circuló entre 1884 y 1937. Fue el medio de divulgación de los ideales políticos del Partido Republicano Riograndense (PRR). Se imprimió en Porto Alegre, Brasil. Con la toma del poder estadual por parte del partido, se convirtió en el portavoz oficial de la opinión del gobierno. Su objetivo fue diseminar los ideales republicanos. Su antigua sede es, actualmente, el Museo de Comunicación Hipólito José da Costa.